# Emmanuel School of Mission
Pour les articles homonymes, voir ESM.
L'Emmanuel School Mission (ESM) est une institution de 7 écoles de prière et d'évangélisation fondée en 1984 par Pierre Goursat et Francis Kohn. 

## Formation
Les écoles forment de jeunes catholiques à une formation missionnaire. Situées à Paray-le-Monial, Rome, Salvador, Manille, Altötting (l'"Akadamie d'Altötting", spécialisée dans la formation musicale), Bafoussam et New York, elles dispensent une formation de base sur un an. Ce sont des écoles d'approfondissement de la foi.
L'école d'évangélisation est basée sur quatre piliers : la vie de prière ; la vie fraternelle ; la formation ; la mission .

## Histoire

### Fondations
Appelée EIFE (École internationale de Formation et d'Évangélisation) jusqu'en 2010, la première école est fondée à Wissous au sud-ouest de Paris ouvrit ses portes le 1er octobre 1984.
De 1985 à 1986, l'École se déplace à Paris. Une nouvelle fondation s'est faite en 1987 à Paray-le-Monial, ville où elle est définitivement implantée depuis 1988.
En 1994 à Altötting (sous le nom d'International Academy of Evangelization (IAE)), en 1998 ou 1999 à Rome, en 2009 à Manille.
L'ESM est aussi présente à Salvador (rattachée à la Paróquia dos Alagados, la paroisse N-D des Alagados, Brésil), Bafoussam (Cameroun), et New York en septembre 2017.

### Fréquentation
En 1998, quatre écoles d'évangélisation dépassaient la trentaine d'élèves, dont l'école d'évangélisation de Paray-le-Monial.
1500 jeunes de 60 nationalités ont été formés dans les quatre écoles internationales de formation et d'évangélisation de la Communauté de l'Emmanuel. Parmi eux 49 garçons sont devenus prêtres, 50 filles et garçons sont entrés dans la vie consacrée.
La plus ancienne d'entre elles, l'ESM de Paray-le-Monial a formé entre 1984 et 2016 environ 750 élèves, originaires de nombreux pays, parmi lesquelles plusieurs sont devenues prêtres ou bien ont reçu le sacrement du mariage ou encore mènent une vie consacrée[réf. nécessaire].

## Œuvres

### Actions
Ces jeunes qui cherchent à approfondir leur foi partent en mission (en paroisse, dans des établissements scolaires, auprès des personnes âgées ou des plus pauvres), et évangélisent autour de spectacles, de comédies musicales, et de rencontres directes.
La devise de ces écoles est Give all, get more !, « Donne tout, obtiens plus! ».

#### ESM Paray
Une fois par mois, les jeunes de l'Emmanuel School of Mission de Paray-le-Monial animent l'émission Dites, si c'était vrai sur Radio chrétienne francophone.

#### ESM Rome
À Rome, les jeunes de l'Emmanuel School of Mission de Rome sont régulièrement sollicités pour animer le chemin de croix du Vatican,. L'EMS Rome est engagée dans la vie du Centre International des Jeunes “San Lorenzo”

#### ESM Altötting
À Altötting, les étudiants montent une troupe de comédie musicale chaque année,,,.

### Publications
- Le Carnet de route de l'École internationale de formation et d'évangélisation, Paris, Amis de la Communauté de l'Emmanuel, 2001-2003,  (ISSN 1774-1637)[25]. Ensuite devenu EIFE news, Paris, ACE, 2004-...,  (ISSN 1774-1602)[26] et La Lettre de l'École d'évangélisation de Paray-le-Monial,  (ISSN 1957-1569).
- École internationale de Formation et d'Évangélisation, Album Vivre Pour Dieu.